# Commiphora
Commiphora é um género botânico pertencente à família Burseraceae.